# Chasselas de Thomery
Vous lisez un « bon article » labellisé en 2010.
Le chasselas de Thomery, également dénommé chasselas doré de Fontainebleau, est un cépage de chasselas cultivé dans le village de Thomery en Seine-et-Marne.
Ce raisin de table, très proche du chasselas de Moissac, est produit et conservé selon des méthodes locales traditionnelles et uniques, depuis 1730. Les spécificités de cette culture, située en zone très septentrionale pour un raisin de table, reposent sur la mise au point de techniques de viticulture en espaliers sur murs, et d'optimisation de la maturation du fruit par des tailles très particulières de la vigne dites en « cordon Charmeux » ainsi que des méthodes spécifiques de conservation en fruitiers des grappes fraîches cueillies en octobre et commercialisées jusqu'au mois de mai de l'année suivante.
Le chasselas de Thomery, dont l'apogée de la production se situe au début du XXe siècle, est renommé et apprécié durant l'entre-deux-guerres ; il est alors considéré comme un raisin de luxe qui se consomme durant toute la période hivernale et printanière. Le déclin de sa culture et de sa commercialisation est très important à partir de la fin des années 1930 et ce cépage n'est plus aujourd'hui cultivé que de manière traditionnelle et ornementale par quelques particuliers habitant la commune.

## Historique

### Origines du cépage

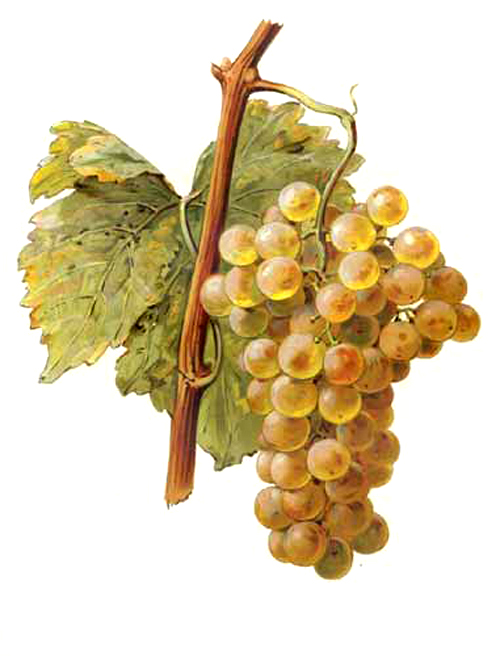
Chasselas doré de Fontainebleau.

Le chasselas de Thomery, également appelé « chasselas doré de Fontainebleau », a une origine secondaire qui provient soit de la région de Cahors (sa parenté avec le chasselas de Moissac est importante), soit du Piémont en Italie sans qu'il soit possible d'affirmer la prévalence d'une hypothèse sur l'autre à ce jour. Ce cépage est en revanche identique en l'état actuel des connaissances scientifiques au chasselas B dont l'origine primaire est la région située aux confins de la France, de l'Italie, et de la Suisse, vraisemblablement dans la zone géographique dite de l'arc lémanique incluant également le village de Chasselas par lequel le cépage initial aurait transité entre le XVIe siècle et le XVIIe siècle. En conséquence, le chasselas qui a été longtemps classé dans la variété des proles orientalis doit donc avec les résultats d'études génétiques comparatives récentes, basées sur l'analyse des séquences microsatellites de plus de 500 cépages différents, être dorénavant considéré comme un proles occidentalis.

### Implantation et développement à Thomery

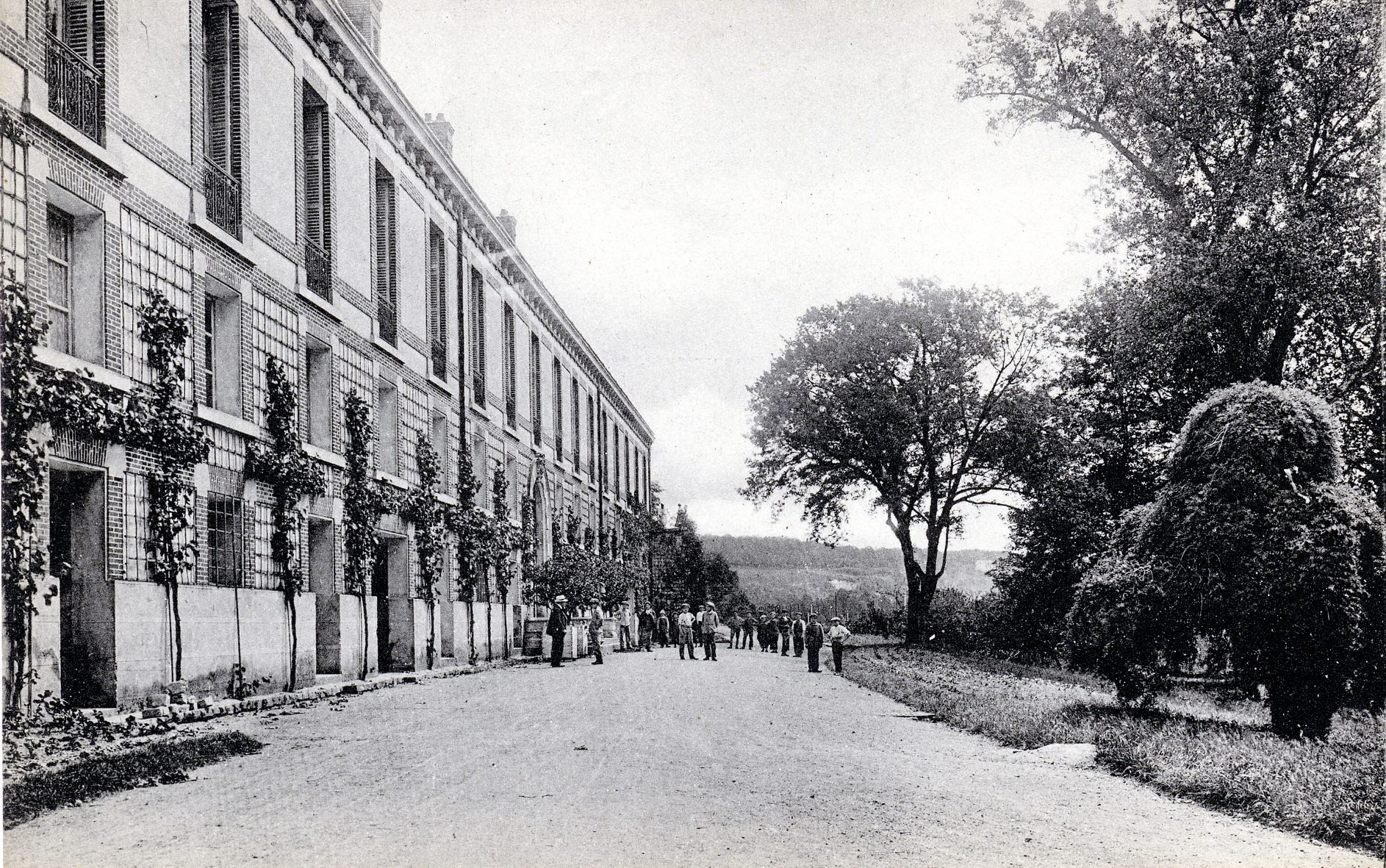
Les Pressoirs du Roy à Samoreau vers 1900.

La région de Fontainebleau est, bien avant la viticulture actuelle à Thomery, une région de vigne comme l'attestent d'une part l'existence des Pressoirs du Roy à Samoreau construits sous François Ier en 1530 et d'autre part la culture de la vigne sur les 1 200 mètres de la « Treille royale » du mur sud des jardins du château de Fontainebleau. Elle y était toutefois limitée à la consommation des membres de la cour et ne s'étendait pas au-delà des vergers royaux.
Le terrain argilo-sableux d'origine alluvionnaire du coteau de By, bien qu'exposé est et sud-est, est malgré tout choisi par François Charmeux vers 1730 pour accueillir les premiers pieds de chasselas doré issus des « treilles du Roi » de Fontainebleau,,. Ce sol à priori défavorable à la viticulture, conjugué à une situation septentrionale peu propice à l'ensoleillement, ne peuvent pas intrinsèquement produire un vin de qualité acceptable. Avec l'amélioration des techniques de maturation du raisin par la famille Charmeux, la possibilité de produire un raisin de table de grande qualité a toutefois été démontrée. Devant le succès de sa petite production, Charmeux décide de construire plus de hauts murs entre 1730 et 1736. Cette culture de la vigne, tout d'abord très limitée puisqu'elle ne concerne que quelques producteurs entre 1750 et 1800, prend de l'essor avec une seconde vague de construction des murs vers 1840 et une optimisation des modes de production, qui aboutissent, vers 1842, à l'exploitation à Thomery de 205 hectares clos de murs dédiés à la vigne. À cette époque le chasselas de Thomery n'est pas l'unique cépage à être cultivé le long des murs, il côtoie aussi le cépage allemand Frankenthal en provenance de la ville éponyme qui séduit alors les consommateurs pour l'esthétique de sa grappe et les producteurs pour la facilité de sa culture. Bien que de nombreux autres essais soient faits, ce sont réellement les deux seuls cépages cultivés à grande échelle dans la région. Entre les murs sont également développées des cultures fruitières et maraîchères monothématiques, souvent sur des contre-espaliers (c'est-à-dire supportées par des rangées de fils de fer).

### Essor de la culture

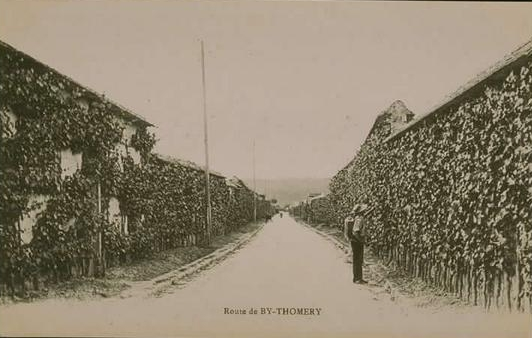
Murs de chasselas à By vers 1900.

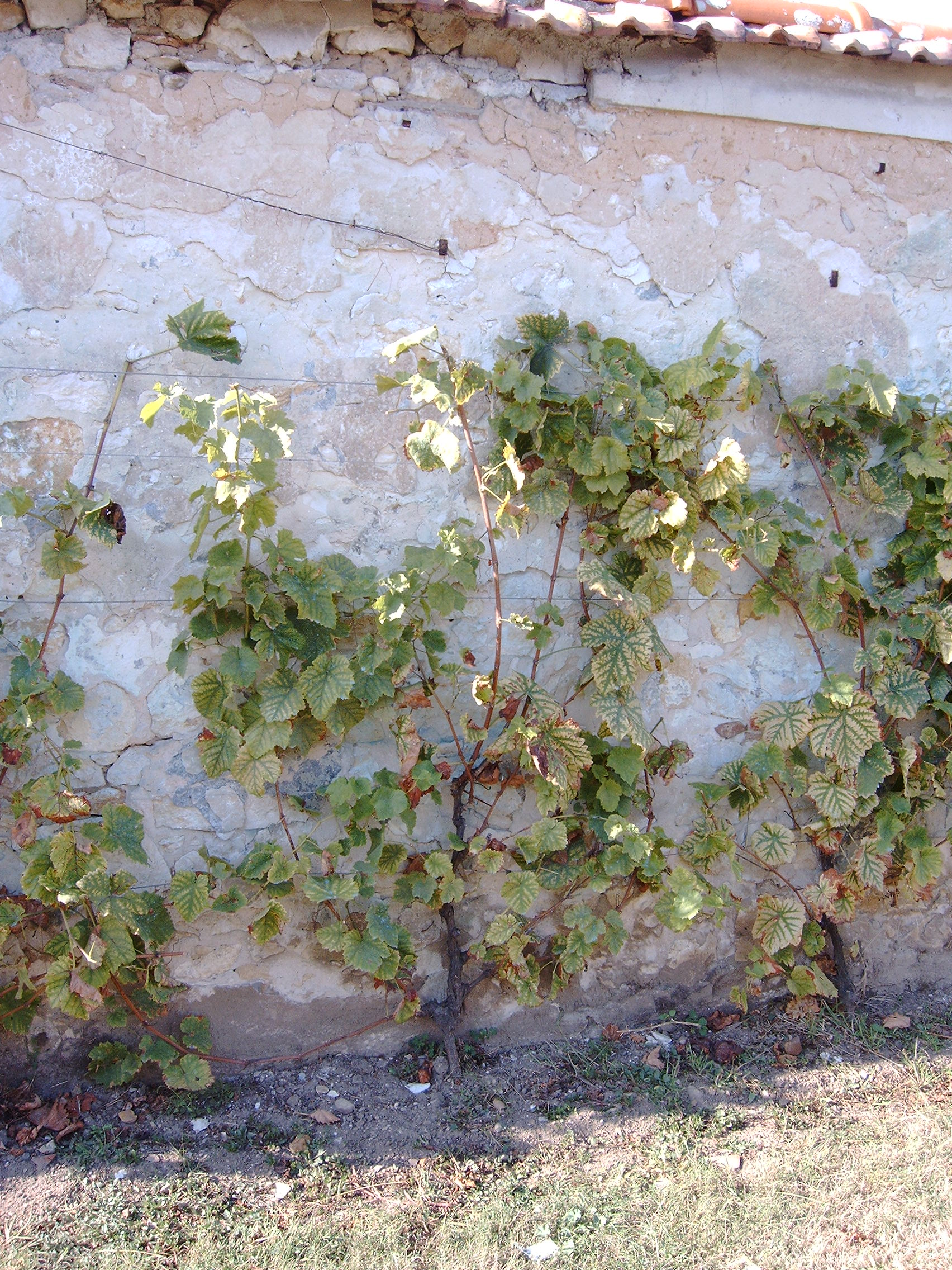
Le chasselas de Thomery sur un mur traditionnel.

L'expansion de la culture du chasselas de Thomery est due à un deuxième progrès technique réalisé vers 1850. Baptiste-Rose Charmeux met au point un nouveau mode de conservation des grappes de raisin, après leur cueillette, dans des petites bouteilles remplies d'eau qui sont ensuite mises en chambre à raisin dont la température est régulée. Ce procédé est breveté en 1877. Cette méthode de conservation permet de maintenir un raisin absolument frais durant plusieurs mois, généralement jusqu'aux fêtes de Noël puis de Pâques voire jusqu'en mai. Elle est mise au point à Thomery puis est adoptée ailleurs et utilisée dès lors sans interruption jusqu'aux années 1970. Vers 1880, Étienne Salomon expérimente avec succès un procédé de conservation en chambre froide à 0-2 °C (préfigurant les réfrigérateurs) ainsi que celui du forçage sous serres, mais qui ne seront pas suivis d'application à large échelle. Le raisin est à cette époque acheminé vers Paris principalement par voie fluviale depuis le petit port de Thomery par les habitants même du village à bord de bateaux à fond plat, appelés margotats, jusqu'au marché aux fruits de la capitale.
En 1850, Thomery est touché par l'oïdium comme le reste du Nord de la France ce qui faillit faire péricliter la culture des vignes plantées sous serres ou en treilles en Île-de-France. Les viticulteurs thomeryons appliquent à partir de juin 1852 le soufrage des tiges vertes et sauvent ainsi les récoltes,. L'attaque de phylloxéra de 1890 ne semble pas toucher Thomery, cependant l'arrondissement de Fontainebleau est déclaré phylloxéré et à ce titre ne peut plus envoyer de ceps ou de sarments hors de sa circonscription, ce qui est catastrophique pour la vente du chasselas de Thomery, qui se fait avec un bout de sarment, entraînant ainsi une importante crise chez les producteurs. Le mildiou apparaît en 1885 mais est facilement contenu par le sulfatage. Les conditions météorologiques de cette zone très septentrionale conduisent aussi à une forte perte de production avec le gel particulièrement vigoureux de l'hiver 1879.

Au XIXe siècle, le chasselas doré de Thomery est pendant des décennies exporté dans toute la France comme produit de luxe, que les familles bourgeoises de Paris achètent notamment chez Fauchon, ainsi qu'en Europe jusqu'à la cour de Russie. Ainsi Gustave Flaubert dans son roman posthume Bouvard et Pécuchet (1881), écrit entre 1872 et 1880, fait très probablement référence au chasselas de Thomery en faisant dire à Pécuchet : 

« À Saint-Pétersbourg, pendant l'hiver, on paye le raisin un napoléon la grappe ! C'est une belle industrie, tu en conviendras ! Et qu'est-ce que ça coûte ? Des soins, du fumier, et le repassage d'une serpette! »

En 1900, 12 tonnes de raisin sur les 700 tonnes produites cette année-là sont vendues à l'exportation. En 1912, sous l'impulsion de Georges-François Charmeux, un publicitaire travaillant pour les chemins de fer et descendant du premier du nom, la compagnie du Paris-Orléans décide de mettre en œuvre une véritable politique de vulgarisation des techniques culturales et de promotion du chasselas. La culture du chasselas à Thomery atteint alors son apogée avec 800 tonnes produites par an sur quelque 150 hectares et 250 km de murs. Constatant le succès commercial, les communes voisines de Veneux-les-Sablons, Moret-sur-Loing, Champagne-sur-Seine (vendant ses raisins sous l'appellation astucieuse de « raisin de Champagne ») et même de Samoreau décident également de développer la culture du chasselas.

### Déclin et survivance

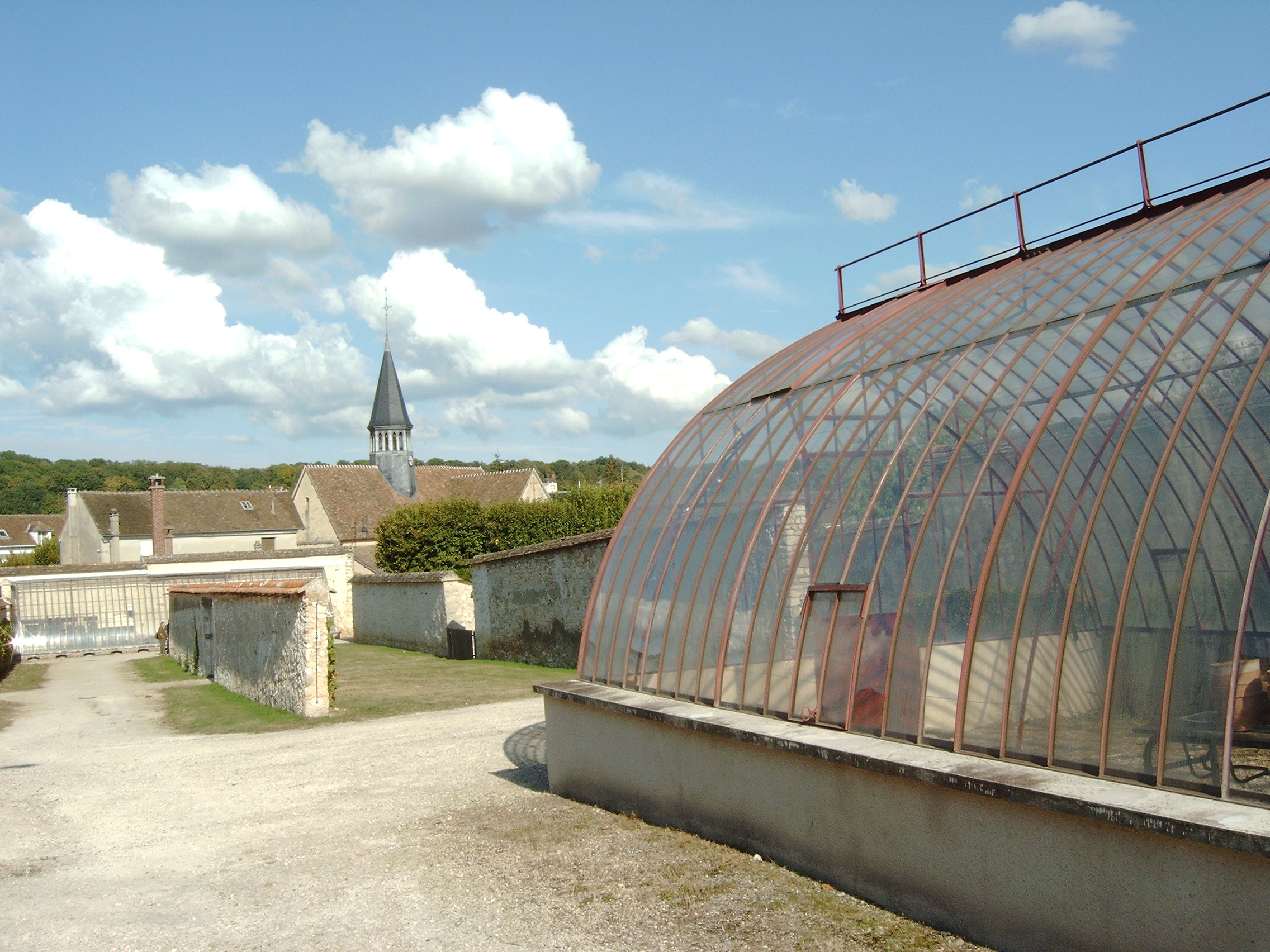
Les serres Salomon et l'église Saint-Amand de Thomery.

Au tournant de la Seconde Guerre mondiale, la culture du raisin est en perte de vitesse, en raison des coûts dus à la nombreuse main-d'œuvre requise pour la viticulture, de la concurrence nationale du chasselas de Moissac et internationale d'autres variétés de raisin (en provenance d'Italie ou d'Espagne), et enfin de l'attrait de la population française pour d'autres types de fruits désormais disponibles à la même période de l'année (agrumes, bananes, etc). En 1941, la SNCF cesse d'accorder les tarifs spéciaux consentis jusqu'alors pour le transport du chasselas de Thomery. Les viticulteurs qui s'étaient pourtant diversifiés, avec notamment la co-culture des pêches, subissent en 1947 la vague d'un insecte parasite du pêcher appelée « tordeuse orientale » qui donne souvent un coup fatal à leur exploitation. Malgré le regroupement en coopérative (dénommée Les Vergers de Thomery) en 1960, les murs sont de plus en plus laissés à l'abandon, voire détruits pour faire la place à de grands jardins pour maisons de campagne, et les cultures maraîchères et viticoles cessent définitivement en 1970.

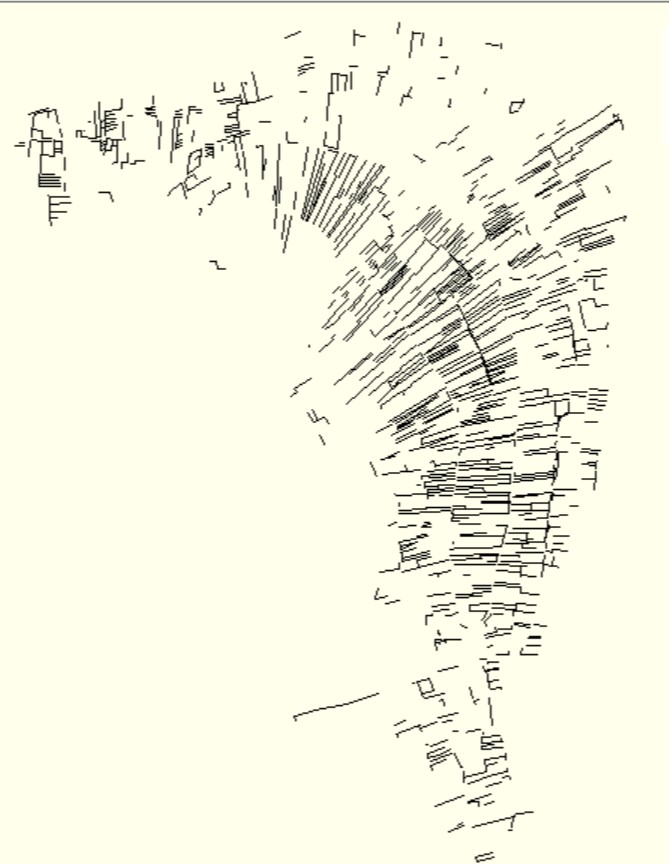
Implantation en 2020 des murs subsistant à Thomery.

Depuis quelques années un petit nombre de particuliers et une association de Thomeryons tentent de faire revivre ce glorieux passé en créant un petit musée local ainsi qu'une visite des anciennes serres Salomon. La culture du raisin persiste également chez quelques particuliers à titre patrimonial et pour une consommation locale dans certains restaurants environnants. Certains murs ont été inscrits aux monuments historiques en date du 5 mai 1993, en particulier l'intégralité du « chemin des Longs Sillons » ainsi que les vergers, murs, et parcelles attenantes et perpendiculaires, qui constituent un bel exemple de murs historiques datant de 1730 et de ceux de la période d'expansion de 1840. Un pré-inventaire est en cours pour l'obtention potentielle du label Jardin remarquable. Par ailleurs, des parcours viticoles sont organisés et balisés dans le village notamment au moment des Journées du patrimoine.
La municipalité de Thomery décide de créer en 2012, avec l'aide financière du département et de la région, une maison-musée du Chasselas qui aurait dû être inaugurée en 2013. Le projet est abandonné par le département et la région aux dépens de la municipalité en 2016.

## Caractéristiques ampélographiques
Le bois de Vitis vinifera variété chasselas de Thomery est rougeâtre, les sarments de la vigne sont minces, la longueur moyenne des entre-nœuds est d'environ huit centimètres, les mérithalles sont rapprochés, et les bourgeons sont relativement gros. Les feuilles, de taille moyenne, de couleur vert-clair et non duveteuses en dessous, possèdent cinq lobes et sont profondément dentées. Les grappes de raisin sont de tailles variables, le plus souvent grosses, allongées, avec une densité moyenne de baies. Les baies sont rondes, de grosseur inégale. La pellicule est d'un vert-clair transparent virant sur le jaune doré, brunissant sur le côté exposé au soleil. La pulpe est vert-clair, gélatineuse, très sucrée, avec un à quatre pépins par grain.

## Viticulture

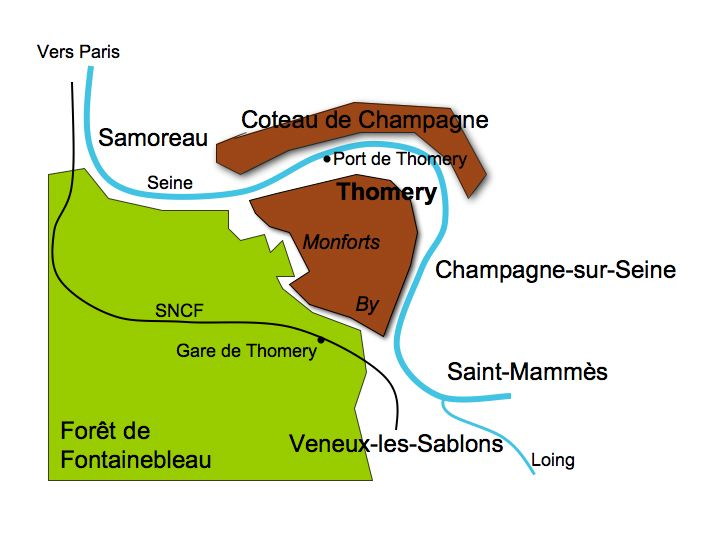
Géographie schématique de la région de Thomery (en marron : les coteaux).

### Sols et climat
Les sols de la commune sont principalement argilo-sableux d'origine alluvionnaire. La couche d'argile rougeâtre imperméable, épaisse de deux mètres, est située à environ deux mètres de profondeur et repose sur des roches fissurées. Les défauts de ce type de terrain médiocre, qui est généralement reconnu comme très peu propice à la culture de la vigne, ont toutefois été compensés par l'amélioration des méthodes de culture, et chose relativement rare pour la vigne, par l'utilisation trisannuelle d'apports importants d'engrais naturels comme le fumier de cheval et de vache (mélangés en proportions égales) et répandus dans de larges tranchées ouvertes à l'entrée de l'hiver sur environ un mètre au pied des ceps,. La déclinaison douce du terrain et la présence des sables permettent en revanche un excellent drainage des eaux de pluie.
Les spécificités climatiques du village de Thomery tiennent à sa localisation particulière, intégralement situé dans un méandre de la Seine, et à sa position à l'orée orientale de la forêt de Fontainebleau qui l'abrite fortement des orages. De plus, le vignoble est protégé au nord et à l'est par le coteau de Champagne-sur-Seine et sa forêt. Les brouillards matinaux générés par la Seine à la fin de septembre et au début du mois d'octobre favorisent également la dernière phase de maturation du raisin et sa prise de couleur dorée.
Ci-dessous figurent les tableaux climatiques de Melun et d'Auxerre, villes situées respectivement à 18 et 88 km de Thomery.
| Mois                              | jan. | fév. | mars | avril | mai  | juin | jui. | août | sep. | oct. | nov. | déc. | année |
| --------------------------------- | ---- | ---- | ---- | ----- | ---- | ---- | ---- | ---- | ---- | ---- | ---- | ---- | ----- |
| Température minimale moyenne (°C) | 0,4  | 0,9  | 2,4  | 4,6   | 8    | 11   | 12,6 | 12,3 | 10,2 | 7,2  | 3,2  | 1,2  | 6,2   |
| Température moyenne (°C)          | 3    | 4,2  | 6,7  | 9,6   | 13,3 | 16,4 | 18,5 | 18,2 | 15,6 | 11,7 | 6,6  | 3,8  | 10,6  |
| Température maximale moyenne (°C) | 5,7  | 7,5  | 10,9 | 14,6  | 18,5 | 21,9 | 24,3 | 24   | 21,1 | 16,1 | 9,9  | 6,4  | 15,1  |
| Précipitations (mm)               | 56,8 | 47,3 | 58,7 | 48,7  | 62,8 | 55,4 | 53,9 | 46,4 | 56,5 | 57,3 | 60,1 | 55,8 | 659,7 |

| Mois                              | jan. | fév. | mars | avril | mai  | juin | jui. | août | sep. | oct. | nov. | déc. | année |
| --------------------------------- | ---- | ---- | ---- | ----- | ---- | ---- | ---- | ---- | ---- | ---- | ---- | ---- | ----- |
| Température minimale moyenne (°C) | 0,1  | 0,7  | 2,5  | 4,7   | 8,2  | 11,4 | 13,3 | 13,1 | 10,7 | 7,5  | 3,2  | 0,8  | 6,4   |
| Température moyenne (°C)          | 2,9  | 4,2  | 6,7  | 9,7   | 13,4 | 16,7 | 19,1 | 18,7 | 16   | 11,9 | 6,4  | 3,5  | 10,8  |
| Température maximale moyenne (°C) | 5,6  | 7,7  | 10,9 | 14,7  | 18,6 | 22,1 | 24,9 | 24,3 | 21,4 | 16,3 | 9,7  | 6,2  | 15,2  |
| Précipitations (mm)               | 54,2 | 50,1 | 49   | 43,4  | 74,9 | 62,5 | 47,2 | 54,9 | 52,1 | 58,1 | 52,8 | 57,3 | 656,6 |

### Techniques sur espaliers

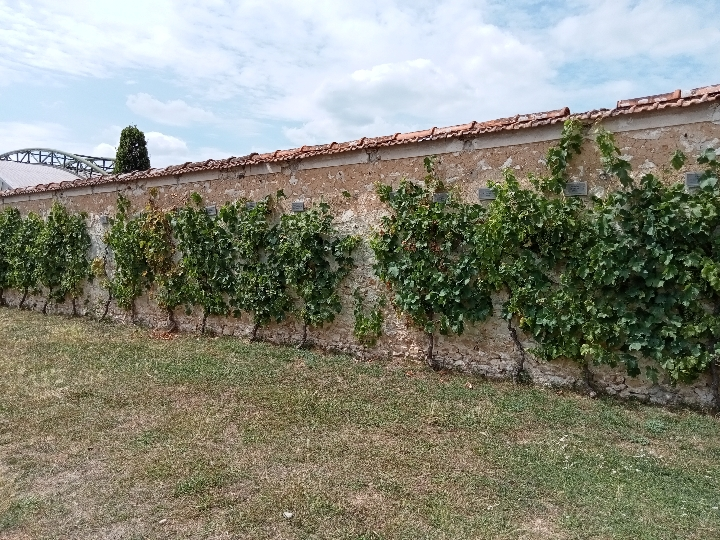
Les murs de Thomery.

La caractéristique principale de la culture du chasselas à Thomery, région relativement septentrionale pour la vigne, tient à l'utilisation de hauts murs en espaliers construit à partir de pierres dures extraites dans le voisinage, maintenues par un mortier de terre, et crépis au sable et à la chaux. Initialement hauts de 2,20 à 2,30 mètres ils ont été élevés vers 1850 à 3 mètres en moyenne afin de maximiser la surface de production. Ils sont espacés en moyenne de 9 à 10 mètres, agencés le long du coteau en suivant l'inclinaison de la pente, afin de faire profiter au maximum la vigne, qui y est accolée, de l'ensoleillement, de la chaleur restituée par la pierre le soir et la nuit, et la protéger du vent. Les murs les plus longs pouvaient atteindre environ 100 mètres. Au sommet du faîtage de tuiles, qui font saillie sur 25 cm, se trouve un petit auvent de verre qui, par effet de serre, augmente encore l'ensoleillement et protège les grappes de la pluie,. Les ceps de vigne sont plantés seulement devant les murs exposés au sud avec un espacement de 60 à 70 centimètres et la croissance des cordons principalement à l'horizontale. Des contre-espaliers d'environ un mètre de hauteur sont érigés à un mètre des murs afin de réaliser d'autres cultures maraîchères alternatives telles que les pommes ou les poires traditionnellement.
La vigne est multipliée principalement par marcottage simple ou en panier ainsi que par bouturage durant la période allant de mars et avril. Dans les années 1850-1900 les semis sont aussi utilisés. Le greffage est parfois réalisé. La taille de la vigne, essentielle pour la qualité du chasselas de Thomery, débute en février, s'effectue à deux yeux (œil du talon compris), et ne préserve que les sarments les plus forts qui sont menés sur les fils de fer courant sur les murs. La conduite des treilles à Thomery est menée selon cinq techniques depuis le début du XIXe siècle qui ont pour double but de forcer la maturation rapide du bois et la répartition la plus homogène possible de la sève dans la plante :
- cordon horizontal Rose Charmeux (l'historique de 1830) ;
- cordon vertical simple à coursons alternés (espaliers et contre-espaliers) ;
- cordon vertical Rose Charmeux à coursons alternés (espaliers et contre-espaliers, créé en 1852 et le plus fréquent vers 1880) ;
- cordon vertical Rose Charmeux à coursons opposés ;
- cordon oblique à 30º (contre-espaliers uniquement).

| De g. à d. : cordon Charmeux horizontal (1830), cordon Charmeux vertical alterné (1852), cordon Charmeux vertical opposé. |  | De g. à d. : cordon Charmeux horizontal (1830), cordon Charmeux vertical alterné (1852), cordon Charmeux vertical opposé. |  | De g. à d. : cordon Charmeux horizontal (1830), cordon Charmeux vertical alterné (1852), cordon Charmeux vertical opposé. |
| De g. à d. : cordon Charmeux horizontal (1830), cordon Charmeux vertical alterné (1852), cordon Charmeux vertical opposé. |  | |  | |

Historiquement ce sont les tailles en cordons horizontaux Rose Charmeux établies en 1828 qui sont majoritairement utilisées, mais elles présentent des difficultés à être réalisées et l'inconvénient de favoriser le cordon supérieur sur l'inférieur lorsque la vigne est plus âgée. Charmeux mettra au point par la suite une seconde technique en 1852, dite « cordon vertical Rose Charmeux à coursons alternés » dérivant de la première, qui est plus simple à pratiquer et résout encore mieux les problèmes de répartition de sève. Cette seconde méthode est largement appliquée par les « chasselatiers » après les hivers rigoureux de 1871 et 1879 où une grande partie de leurs vignes périssent et doivent être replantées.
La vigne durant son cycle végétatif est ébourgeonnée des rameaux ne portant pas de fruits, puis le soufrage est réalisé immédiatement même en l'absence déclarée d'oïdium. Quinze jours plus tard, les sarments sont évrillés et les entre-cœurs supprimés afin de minimiser les pertes de sève sur des parties inutiles. La vigne est pincée au bout des rameaux inutiles pour empêcher leur croissance puis palissée dix jours plus tard, généralement vers le 25 mai afin de la plaquer au mur sur les fils de fer courants. Après un premier effeuillage léger, les grappes sont ciselées pour supprimer les grains trop petits des belles grappes ou aérer les grappes trop denses. Une vendange en vert est faite afin de ne laisser que 15 à 18 grappes maximum par pied. Il est généralement admis que le ciselage à la thomeryone est un élément décisif de la qualité du raisin. Un important effeuillage est effectué au tout début de la maturation des raisins afin d'en favoriser les ultimes étapes et lui conférer sa couleur dorée. Durant les quinze derniers jours avant les vendanges qui se situent vers le 1er octobre, les grappes sont individuellement ensachées, afin de favoriser leur ultime maturation et de les préserver de la voracité des oiseaux ou protégées derrière des châssis de bois portant des toiles tendues qui les mettent à l'abri des intempéries.
La qualité du chasselas de Thomery est en définitive due à l'amélioration progressive des techniques de lutte contre la maturation trop tardive de la vigne en région septentrionale et de celles de la répartition de la sève de manière la plus homogène possible dans la plante par des tailles propres aux viticulteurs thomeryons. À cette fin l'établissement d'espaliers productifs est un très long processus de travail pour lequel les viticulteurs du XIXe siècle ont établi un proverbe :

« Celui qui plante un espalier n'est pas celui qui l'arrachera. »

### Conservation en chambres
| |  |                                                                                                  |
| Conservation des raisins à rafle fraîche dans des fioles contenant de l'eau (Rose Charmeux (1863), fig. 37, p. 80). |  | Intérieur du fruitier utilisé pour conserver les grappes. (Rose Charmeux (1863), fig.36, p. 78). |

C'est la création d'un procédé de conservation du raisin durant plusieurs mois en chambres à raisin, également appelées fruitiers, qui permettra l'expansion majeure de la viticulture à Thomery à partir de 1850 et dès lors la prospérité des « chasselatiers » du village. Ces fruitiers sont installés dans les greniers ou dans les caves des maisons, afin de préserver, à partir du mois d'octobre, le raisin du froid, des courants d'air, et de la lumière, dans des conditions optimales de température en la maintenant à environ 10 °C. Pour cela un système de circulation d'air frais ou chaud est réalisé. D'autre part à partir de 1848 est généralisée l'utilisation de petits tubes en zinc, puis en grès, et enfin à partir de 1865 de petites bouteilles inclinées à 45º d'angle sur des séries de râteliers en bois et remplies d'eau (environ 20 à 30 centilitres) dans lesquelles trempe une rafle de raisin par bouteille afin qu'il ne sèche ni ne flétrisse une fois coupé. Ce procédé de conservation de « rafles fraîches » ou « rafles vertes », découvert fortuitement par Baptiste Larpenteur qui mit une rafle dans un récipient d'eau en guise de décoration florale, et qui fut optimisé par Baptiste-Rose Charmeux, est breveté en 1877. La rafle compense ainsi l'évaporation d'eau à la surface des grains de raisins qui restent turgescents, permettant une conservation des grappes « comme nouvellement cueillies sur le cep » pendant plus de trois mois et un parfait état durant environ six mois. Ainsi M. Payen dans un numéro de la Revue des deux Mondes de 1860 dit avoir vu lors de l'exposition de la Société centrale d'horticulture tenue au Palais de l'Industrie en mai 1860 des grappes de chasselas de Thomery récoltées en septembre 1859 qui étaient « parfaitement conservées selon cette méthode par MM. Rose et Constant Charmeux ». Une chambre à raisin pouvait compter 2 000 à 3 000 bouteilles, contenant chacune une rafle d'une à deux grappes de raisin. Certains gros producteurs pouvaient avoir jusqu'à 40 000 bouteilles pour leurs chambres. Certains grains qui inévitablement pourrissent durant la période de conservation doivent être ôtés manuellement et régulièrement pour ne pas gâter l'ensemble de la grappe, et un charbon de bois est mis dans la bouteille pour empêcher l'eau de croupir.
Auparavant, les grappes étaient récoltées le plus tardivement possible (entre le 15 octobre et le 15 novembre) et simplement disposées soit dans des paniers d'osiers remplis d'importantes quantités de feuilles de fougères, soit accrochées à des suspensions circulaires par de petits crochets spéciaux en fer et stockées en fruitiers correctement ventilés. Ce procédé permettait la conservation sans aléas majeurs jusqu'en janvier, et de célébrer le samedi le plus proche du 22e jour de ce mois la fête locale de la saint Vincent, patron des viticulteurs. La technique de mise en bouteille a permis, outre une plus longue durée de conservation du raisin, une bien meilleure préservation de ses qualités organoleptiques du fait de sa fraîcheur préservée.

## Diffusion des techniques

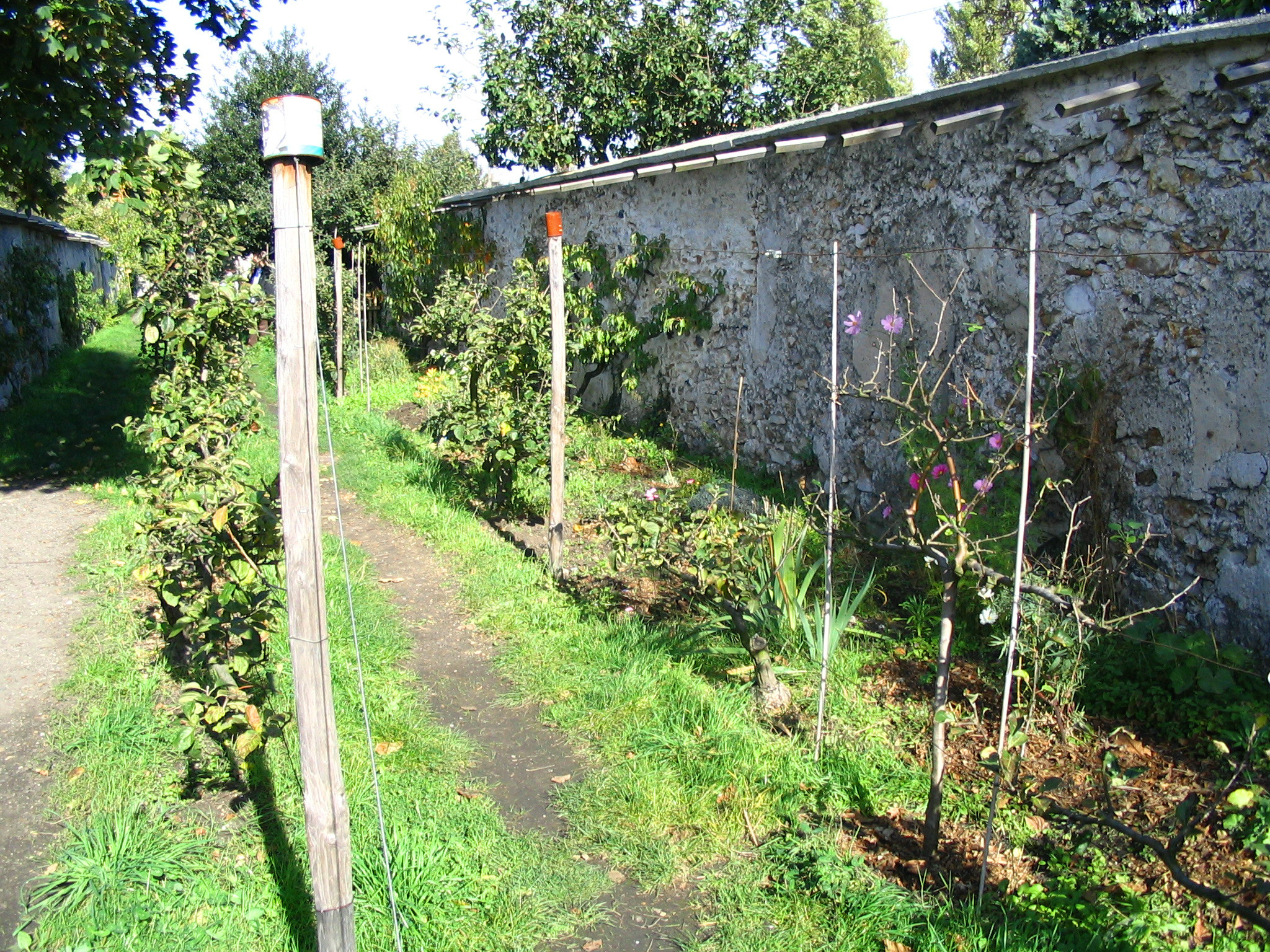
Les murs à pêches de Montreuil-sous-Bois, adoptant les mêmes techniques culturales.

Un premier rapport sur les techniques spécifiques utilisées à Thomery pour la culture de son chasselas est attesté en 1836 auprès de la Société royale d'horticulture. Dès les années 1840, toutes ces techniques dites « à la Thomery » sont préconisées et parfois adoptées pour la culture du raisin en Île-de-France notamment sous l'impulsion de Jean-Baptiste Lelieur, directeur des jardins impériaux et du Potager du roi à Versailles, qui consacre une grande partie de son ouvrage La Pomone française (première édition en 1816 et seconde en 1842) à expliquer et vanter leurs spécificités et résultats particulièrement avantageux,. Ainsi, Lelieur préconisera dans la première moitié du XIXe siècle l'utilisation des techniques viticoles de Thomery, meilleures pour le raisin de qualité que celles de Montreuil-sous-bois, où des murs à pêches sont aussi utilisés à cette fin . Vers 1860, l'utilisation des techniques de cordons Charmeux est ainsi attestée dans cette commune.
La méthode thomeryonne sur murs est également utilisée à Conflans-Sainte-Honorine par la famille Crapotte qui la développe dans la deuxième moitié du XIXe siècle sur les coteaux calcaires conflanais (coteau bordant la rive droite de la Seine, mais aussi autour de l'actuelle mairie, et sur le plateau du quartier dit « Chennevières ») mais décide de ne pas entreprendre de conservation longue des raisins et d'en pratiquer la vente immédiate,. Ils réalisent également la technique nouvelle du percement des murs afin de planter une partie des ceps côté nord puis de faire passer les sarments côté sud où les grappes pouvaient bien mûrir[réf. nécessaire].
Les viticulteurs thomeryons font également largement la promotion de leur produit et méthodes culturales en participant à de nombreuses expositions horticoles françaises (dont l'Exposition universelle de 1867 à Paris) et internationales (Bruxelles, Londres, Berlin, Saint-Pétersbourg) au cours desquelles ils obtiennent de nombreux prix,. Ainsi, au-delà des frontières nationales, l'horticulteur belge Édouard Parthon de Von adopte également dans la première moitié du XIXe siècle les techniques de Thomery pour son vignoble d'Anvers en Belgique. En 1862, l'universitaire américain d'origine écossaise John Phin (1832-1913) publie à son tour un ouvrage extrêmement détaillé intitulé Open Air Grape Culture (« Culture du raisin à l'extérieur ») qui est consacré en partie à la diffusion des méthodes de la viticulture thomeryone en reprenant les éléments publiés précédemment par Lelieur, agrémentés de précisions obtenues auprès d'Alphonse du Breuil, fondateur de l'École municipale et départementale d'arboriculture de la ville de Paris et future École du Breuil. L'influence de ce livre sur les procédés viticoles dans le Nouveau Monde n'est cependant pas connue.